# Kagurargus
Kagurargus là một chi nhện trong họ Linyphiidae.